# Djurgården

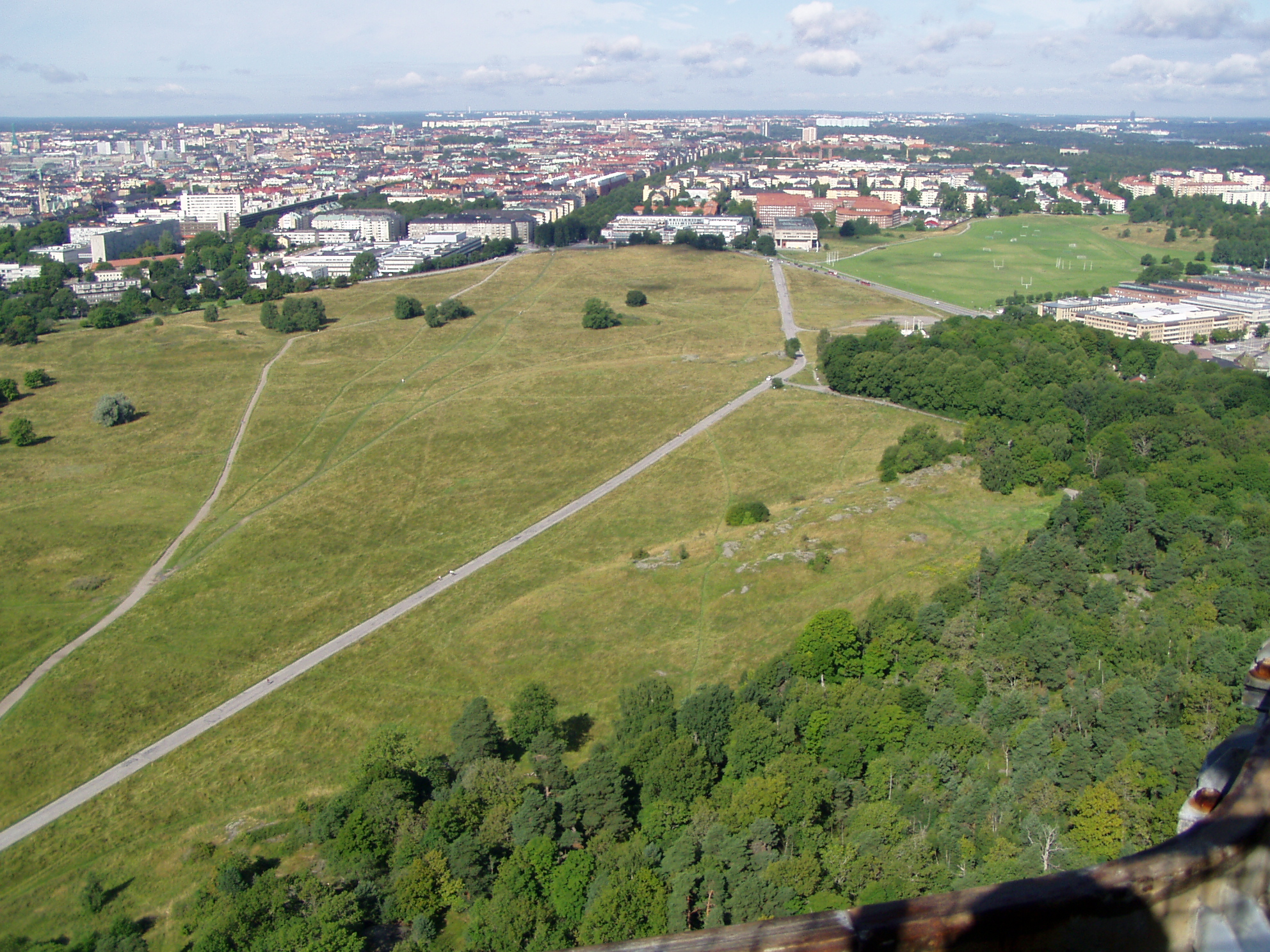
Vista da Kaknästornet.

Djurgården è un'isola ed un parco di Stoccolma in Svezia, posto ad est della città. Conta circa 800 abitanti ed una superficie di 279 ettari e 10.200 metri di costa.
È un luogo molto frequentato dai turisti oltre per il suo grande parco anche per numerosi musei, lo zoo e il parco di divertimenti Gröna Lund.
Oltre all'isola di Djurgården, esiste anche un'altra area chiamata Norra Djurgården (traducibile in "Djurgården nord"), anch'essa facente parte della circoscrizione di Östermalm.